# Philippe-François Le Denmat de Kervern
Philippe-François Le Denmat de Kervern (4 mars 1779, Morlaix - 7 juin 1863, Morlaix), est un homme politique français.

## Biographie
Juge à Morlaix, il échoua une première fois aux élections législatives du 23 juin 1830, dans le 2e arrondissement du Finistère. Il fut en revanche élu, le 21 octobre de la même année, député du Finistère (Morlaix, et prêta serment à Louis-Philippe.

## Sources
- « Philippe-François Le Denmat de Kervern », dans Adolphe Robert et Gaston Cougny, Dictionnaire des parlementaires français, Edgar Bourloton, 1889-1891 [détail de l’édition]
- Fiche sur Assemblée nationale